# 王樹常
王 樹常（おう じゅじょう）は中華民国の軍人、中華人民共和国の政治家。当初は奉天派の軍人で、張学良の易幟に従い国民革命軍に加入した。字は庭五。号は霆午。

## 事績

### 張父子の下での活動
清末に日本に留学し、陸軍士官学校中国学生隊第8期歩兵科を卒業した。帰国後の1912年（民国元年）、北京政府参謀本部第2局科員となる。1917年（民国6年）、再び日本に留学して陸軍大学校で学ぶ。1919年（民国8年）に帰国し、翌年3月、参謀部第4局科長となった。1921年（民国10年）5月、黒竜江省督軍公署参謀長（署理）に任ぜられ、以後、奉天派に属することになる。1925年（民国14年）3月、東北陸軍第18師歩兵第22旅旅長に任ぜられた。1927年（民国16年）1月、鎮威軍第10軍軍長に任ぜられ、国民政府の北伐軍を迎撃したが、劣勢となり東北方面へ退却した。同年10月、一等大綬嘉禾章を授与されている。
1928年（民国17年）12月、張学良が易幟すると、王樹常は奉天省（翌年、遼寧省）政府委員に任ぜられた。翌年、東北辺防司令長官公署が成立すると、公署軍令庁庁長に任命される。8月、東省鉄路総指揮兼防俄軍第1軍軍長となった。また、遼寧省党部指導委員も兼ねている。1930年（民国19年）9月、河北省政府主席兼東北第2軍軍長に任ぜられる。翌年7月、剿赤軍北路集団軍第2軍団総指揮に任ぜられ、同時期に石友三が反蔣介石クーデターを起こすと、平津衛戍司令の于学忠と協力してこれを撃破した。

### 満州事変以降
満州事変（九・一八事変）後の1932年（民国21年）8月、北平政務委員会委員に任ぜられ、さらに平津衛戍司令に異動した。前任の于学忠は河北省政府主席となっているため、入れ替わりの形となる。また王樹常は、軍事委員会北平分会委員も兼ね、翌年3月には北平戒厳司令に移った。1935年（民国24年）4月、陸軍中将の位を授与されている。同年8月、軍事参議院副院長に転じた。1937年（民国26年）1月、西安事変に参加した于の後任として、王は甘粛綏靖主任に任ぜられる。4月、豫皖綏靖副主任兼豫皖蘇軍事整理委員会委員となり、6月、陸軍上将銜を授与された。
1944年（民国33年）3月、軍事参議院副院長を離任し、同院参議となる。1946年（民国35年）7月、陸軍上将に任ぜられたが、そのまま予備役に退いた。中華人民共和国成立後も大陸に留まり、第2期・第3期中国人民政治協商会議全国委員会委員、水電部参事室参事、中国国民党革命委員会（民革）第3期団結委員会委員などを歴任した。1960年4月8日、死去。享年75。

## 注
1. 1 2 3 4  徐主編（2007）、177頁。
2. 1 2 3 4  劉国銘主編（2005）、202頁。
3. ↑  東亜問題調査会編（1941）、14頁。
4. ↑  東亜問題調査会編（1941）、14-15頁。
5. ↑  東亜問題調査会編（1941）、15頁。